# その人は遠く
『その人は遠く』（そのひとはとおく）は、1963年に公開された日本映画である。
藤原審爾原作、堀池清監督。白黒、ワイドスクリーン。
同居する美しい従姉へ寄せる淡き初恋にも似た少年の憧れ通じ、青春の歓びと悩みを美しく描く純愛ロマン篇。

## あらすじ
浪人中で大学入試を控えた岡田量介は母の久子と2人暮らし。父を亡くした従姉の細川奈津子が花嫁修業を兼ねて上京し、同居することとなる。
量介は美しい奈津子に好意を持ち、そして恋心を抱くが、奈津子は南海大学の講師・大沢との結婚が決まり大阪へ越して行った。数日後、久子は心臓麻痺で倒れたところをとある旅館の娘である井波恵以子が乗っていたタクシーにはねられて亡くなる。
その後、大学講師を辞めて事業を始め、奈津子の財産まで注ぎ込んだ上に失敗し、あまつさえバーの女と浮気までしている大沢との離婚を考えた奈津子は再び上京、伯父の家に住むこととなる。
家を売りアパートで独り暮らしを始めた量介の世話をするようになった恵以子は彼に好意を持つが、量介は奈津子への思いが強かった。恵以子が量介を愛しているのを知った奈津子は大阪に帰るが、ほどなく大沢は自殺してしまう。
奈津子は友人の紹介で九州で高校教師になる決心をし、特急列車で量介と恵以子の前から去って行くのであった。

## キャスト
- 細川奈津子 - 芦川いづみ
- 井波恵以子 - 和泉雅子
- 岡田量介 - 山内賢
- 岡田久子 - 小夜福子
- 大沢茂好 - 井上昭文
- 細川承也 - 下元勉
- 細川くに子 - 小園蓉子
- 細川叔父 - 信欣三
- 井波由江 - 佐々木すみ江
- 由江の情夫 - 玉村駿太郎
- 菊代 - 堺美紀子
- 管理人 - 原恵子
- 吉川 - 杉山元
- 学生 - 亀山靖博、重盛輝江、林茂朗、藤竜也、菊田一郎
- 電報配達人 - 紀原土耕

## スタッフ
- 監督 - 堀池清
- 原作 - 藤原審爾『遠い人』
- 脚本 - 金子担、青山民雄
- 撮影 - 姫田真佐久
- 照明 - 岩木保夫
- 録音 - 古山恒夫
- 美術 - 中村公彦
- 音楽 - 西山登
- 編集 - 丹治睦夫
- 助監督 - 橋本裕
- 製作主任 - 山野井政則
- 主題曲 - 『オー！ チャーリー イズ マイ ダーリン（スコットランド民謡）』（作詞：滝田順　合唱：コーロ・ステルラ）

## 映像ソフト
- 2019年、日活からDVDが発売された。

## 同時上映
- 『太平洋ひとりぼっち』